# 阿舍維爾 (密蘇里州)
阿舍維爾（英語：Asherville）是位於美國密蘇里州斯托達德縣的非建制地區。

## 歷史
阿舍維爾的郵局於1872年設立，其後於1927年停運。當地於1925年時共有人口116人。

## 地理
阿舍維爾所處的海拔為高於海平面135米（即443英呎），而該地所採用的時區為UTC-6，即北美中部時區（CST）。同時該地設有夏令時間，為UTC-6調快一小時，即UTC-5（CDT）。